# Município de Watauga (condado de Watauga, Carolina do Norte)
Localização da Carolina do Norte nos E.U.A.
O município de Watauga (em inglês: Watauga Township) é um localização localizado no  condado de Watauga no estado estadounidense da Carolina do Norte. No ano 2010 tinha uma população de 3.558 habitantes.

## Geografia
O município de Watauga encontra-se localizado nas coordenadas 36° 11′ 16,46″ N, 81° 45′ 19,39″ O.